# Stictotarsus spenceri
Stictotarsus spenceri là một loài bọ cánh cứng trong họ Bọ nước. Loài này được Leech miêu tả khoa học năm 1945.